# Život savců s Davidem Attenboroughem
Život savců s Davidem Attenboroughem (v anglickém originále The Life of Mammals by David Attenborough) je dokumentární cyklus televize BBC, jehož první epizoda měla premiéru na BBC One 20. listopadu 2002. Napsal a uvádí jej britský přírodovědec David Attenborough. Cyklus je zařazen do série Life (Život), do které se řadí i další podobné televizní pořady (Ptačí život, Život pod našima nohama, Svět plazů a obojživelníků nebo Soukromý život rostlin). Je řazen do dílů podle určitými savci preferované potravy či dle klasifikace jednotlivých druhů, případně také podle prostředí, v němž určité druhy žijí. Věnuje se současným savcům, ovšem jsou zde také informace o evoluci a v první, druhé, páté a desáté epizodě jsou i záběry na fosílie, přičemž v prvním díle je zobrazena dokonce i animace vyhynulých savců.

## Seznam dílů
- 1. Nejdokonalejší model
- 2. Hmyzožraví savci
- 3. Jedlíci rostlin
- 4. Hlodavci
- 5. Masožravci
- 6. Všežravci
- 7. Návrat do vody
- 8. Život na stromech
- 9. Společenský žebříček
- 10. Potrava a myšlení

## DVD
Originální DVD vyšlo na konci roku 2002. V Česku vyšlo poprvé v roce 2008.

## Kniha
Stejnojmenná kniha vyšla již 17. listopadu 2002, tedy tři dny před televizní premiérou – vydala ji společnost BBC Books.